# Louis De Geer (1587–1652)
Louis De Geer Starszy (ur. 1587, zm. 1652) – holenderski przedsiębiorca i „ojciec szwedzkiego przemysłu”.

## Życiorys
Swą karierę przemysłowca rozpoczął w Amsterdamie około roku 1615. Nawiązał kontakt ze Szwecją i zainteresował się jej zasobami naturalnymi. Zaczął robić interesy z koroną Szwecji. Szwedzki król pozwolił mu nabyć dobra w Finspång (prowincja Östergötland we wschodniej Szwecji). Wkrótce założył tam potężne warsztaty.
Szwedzki dwór wspierał go nadal. Był osobą łatwo nawiązującą kontakty i łatwo dającą się lubić.
Jego synem był Louis (1622–1695) również handlowiec związany ze Szwecją.